# Gruppe Wagner
Gruppe Wagner (russisch Группа Вагнера, wiss. Transliteration Gruppa Vagnera) ist eine russische paramilitärische Organisation, die von Jewgeni Prigoschin geführt wurde. Formal privatrechtlich organisiert, bestehen enge Verbindungen zwischen der Gruppe und dem russischen Staat. Dieser nutzt die Gruppe zur hybriden Kriegführung und für verdeckte Operationen, um im überwiegend afrikanischen und asiatischen Ausland russische Interessen gewaltsam zu vertreten, ohne dabei offiziell einzugreifen. Die Gruppe Wagner ist darüber hinaus mit Desinformations- und Propagandakampagnen im Ausland aktiv, um politisch Einfluss zugunsten Russlands zu nehmen. Seit Februar 2022 nimmt sie am russischen Überfall auf die Ukraine teil, bei dem sie offen gemeinsam mit den regulären Streitkräften Russlands kämpft. Die Gruppe Wagner ist mit russischem Militärgerät ausgestattet und verfügt über eigene Luftkampfmittel. Ausrüstung und Kampfkraft entsprechen regulären Streitkräften. Angehörige der Organisation sind meist ehemalige Militärangehörige. Seit spätestens Juni 2022 rekrutiert die Gruppe auch russische Strafgefangene sowie ausländische Söldner. Videoaufnahmen aus dem syrischen Bürgerkrieg und Funksprüche aus dem Russisch-Ukrainischen Krieg legen nahe, dass die Gruppe Wagner dort Kriegsverbrechen wie Folter und Hinrichtungen begangen hat.
Im Juni 2023 scheiterte ein Aufstand der Wagner-Gruppe, nachdem es zu Streitigkeiten mit regulären Truppen und dem russischen Verteidigungsministerium gekommen war. Zwei Monate später kam es zu einem Flugzeugabsturz, bei dem die Führungsspitze der Gruppe, darunter Jewgeni Prigoschin, zu Tode kam. Der Nachfolger von Jewgeni Prigoschin ist sein Sohn Pawel Prigoschin.
Am 23. November 2023 wurde die Gruppe Wagner in Anlehnung an Adolf Hitlers Afrikafeldzug in „Afrikanski Korpus“ (auf Deutsch: „Afrikakorps“) umbenannt. Aufgrund der neuen Befehlshierarchie untersteht die ehemals private Gruppe nun als offizielle Einheit dem russischen Verteidigungsministerium.

## Aufgaben und Ziele
Die Gruppe Wagner bezeichnet sich selbst als ein „privates Sicherheits- und Militärunternehmen“ (PMC; russisch ЧВК [Частная военная компания]); sie operiert aber im Auftrag der Regierung der Russischen Föderation. Laut offizieller russischer Rechtsprechung sind PMCs in Russland nicht genehmigungsfähig.
In ihrer Operationsweise, Einsatzzielen und Aufgabenbereichen ist die Gruppe Wagner in vielen Einsätzen im Auftrag der russischen Regierung aktiv und in enger Abstimmung mit dieser, sie dient den außenpolitischen Zielen der Regierung und ähnelt somit eher der ins Heer integrierten französischen Fremdenlegion als einer privaten Sicherheitsfirma.
Die Idee zur Gründung der Organisation stamme vom Generalstab der Streitkräfte der Russischen Föderation, dies nach einem Vortrag des Söldnerführers und ehemaligen südafrikanischen Offiziers Eeben Barlow am Sankt Petersburger Wirtschaftsforum 2010. Die Idee war, „Illegale“ für spezielle Aufgaben einzusetzen, um die öffentliche Aufmerksamkeit und die Probleme im Falle eines Scheiterns von Aktionen zu minimieren. Nachdem Waleri Gerassimow 2012 zum russischen Generalstabschef ernannt worden war, unterstützte er die Idee. Der dem russischen Präsidenten Wladimir Putin nahestehende Oligarch Jewgeni Prigoschin wurde gewählt, die Gruppe zu leiten – möglicherweise, weil er etwas mehr im Hintergrund stand als andere Putin nahe stehende Personen. Prigoschin persönlich sei das Vorhaben eigentlich zu riskant gewesen, dennoch nahm er den Auftrag an und begann 2013 mit der Bildung des Teams.
Eine der ersten Publikationen über die Gruppe Wagner erschien im Oktober 2015. Prigoschin bestritt noch 2019 nicht nur seine Beteiligung, sondern überhaupt die Existenz der Truppe. Erst 2022 räumte er ein, die Gruppe Wagner gegründet zu haben.
Seit Beginn des russischen Militäreinsatzes in Syrien im September 2015 bemühte man sich, die Gruppe Wagner zu legalisieren. Ein entsprechendes Gesetz geriet im Dezember 2016 aber ins Stocken, da das Verteidigungsministerium weder für das Budget aufkommen noch personelle Verluste als seine eigenen anerkennen wollte. Quellen berichten jedoch von engen Verbindungen in Strategie und bei Operationen mit dem russischen Militärgeheimdienst Glawnoje Raswedywatelnoje Uprawlenije (GRU). Dmitri Utkin, ehemaliger Soldat und Leiter der Gruppe, war anlässlich seiner Auszeichnung mit dem Tapferkeitsorden im Dezember 2016 im Kreml und wurde mit Putin fotografiert. Bereits 2018 gab es Einschätzungen, dass es sich bei der Gruppe Wagner mehr um eine paramilitärische Organisation als um ein Sicherheitsunternehmen handle. Auch das Conflict Intelligence Team bezeichnete die Gruppe als Quasi-Regierungswerkzeug – es sei schwierig, sie ein privates Militärunternehmen zu nennen. Wie bei Einsätzen privater Sicherheits- und Militärunternehmen gebe es auch hier für Russland den Vorteil, keine regulären Truppen in sicherheitspolitisch kritische und umstrittene Einsätze schicken zu müssen. Gefallene werden nicht als Angehörige der Streitkräfte gewertet. In einigen Ländern beschränken sich die Aktionen Wagners laut Experten der Global Initiative Against Transnational Organized Crime auf politische Handlungen, wie die Beeinflussung von Wahlen und den Einsatz von russischer Propaganda und Desinformationskampagnen, um etwa Russlands Ansehen zu stärken und anti-westliche Stimmung zu schüren.
Offizielle russische Stellen äußerten sich nicht zur Existenz privater Kombattanten; es existiert eine Aussage von Wladimir Putin (als Ministerpräsident im Jahr 2012), wonach die Gruppe Wagner „ein Werkzeug für die Durchsetzung nationaler Interessen ohne direkte Beteiligung des Staates“ sein könnte. Die meisten Informationen stammen aus Recherchen der Mediengruppe RBK. Sie wertete öffentliche Ausschreibungen des Verteidigungsministeriums aus, sprach mit Informanten aus Ministerien und Militär sowie ehemaligen Angehörigen der Gruppe Wagner. RBK arbeitete mit dem Conflict Intelligence Team zusammen, das vor allem soziale Medien auswertet. Informationen zur Existenz und Einsätzen der Gruppe wurden anfangs bei Beerdigungen gefallener Angehöriger sichtbar: Die Zeitung Fontanka veröffentlichte Belege, dass zwei russische Kämpfer der Einheit mit staatlichen Orden ausgezeichnet wurden. Sie starben im Winter 2015 bei der in diesem Zeitraum umkämpften ukrainischen Stadt Debalzewe (siehe Kampf um Debalzewe). Demnach erhielten auch in Syrien getötete Kämpfer der Gruppe Wagner Tapferkeitsorden.
Obwohl die Gruppe Wagner als Ganzes keine klare Ideologie verfolgt, pflegen Teile der Organisation Verbindungen zu Neonazis und Rechtsextremisten.
In das Netzwerk der Gruppe Wagner ist die Einsatzgruppe Russitsch eingegliedert, die auf das in der rechtsextremistischen Szene beliebte Valknut-Symbol zurückgreift. Sie soll nach Belltower.News von Alexei Miltschakow und Jan Petrowski (seit Dezember 2022 von der EU sanktioniert) im Jahr 2014 gegründet worden sein. Zuvor nahmen diese an einem paramilitärischen Ausbildungsprogramm der „Russischen Reichslegion“ teil. Vertreter von Russitsch posieren in sozialen Netzwerken mit Hitlergruß. Ihr Gründer Miltschakow ist ein bekennender Neonazi, der durch Leichenschändungen während des Russisch-Ukrainischen Krieges aufgefallen ist. Unter anderem schnitzte er Hakenkreuze in die Gesichter von getöteten ukrainischen Soldaten. Laut einem internen BND-Dokument, über das Der Spiegel am 22. Mai 2022 berichtete, soll Russitsch spätestens Anfang April Teil der Kampfhandlungen auf ukrainischem Territorium geworden sein.

## Organisation

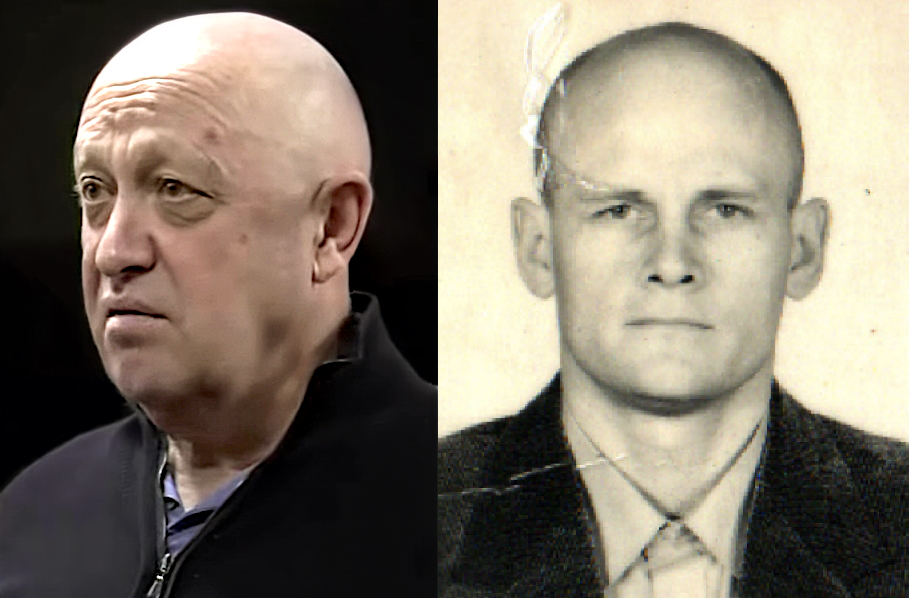
Prigoschin (links) und Utkin (rechts)

### Entstehung
Der Oberstleutnant der Reserve (Podpolkownik) Dmitri Utkin schied 2013 aus dem aktiven Militärdienst aus. Zuvor hatte er eine Speznas-Einheit des Militärgeheimdienstes Glawnoje Raswedywatelnoje Uprawlenije (GRU) befehligt. Seit 2014 kommandierte er eine private Einheit der Söldnergruppe Slawisches Korps und war einer der Überlebenden des Syrien-Einsatzes. Utkin, der als ein großer Bewunderer des „Dritten Reichs“ und Adolf Hitlers galt, führte den Kampfnamen Wagner, nach dem deutschen Komponisten Richard Wagner, den Hitler sehr schätzte. Das neue Militärunternehmen wurde nach ihm benannt.
Laut dem US-think-tank Institute for the Study of War (ISW) versuchte sich die Gruppe Wagner wiederholt von den Fähigkeiten der regulären russischen Streitkräfte abzugrenzen, um nicht Verantwortung für das Verfehlen militärischer Erfolge übernehmen zu müssen. Dies ging auch mit Ausrüstungsspenden an das russische Heer einher.

### Rekrutierung, Ausbildung

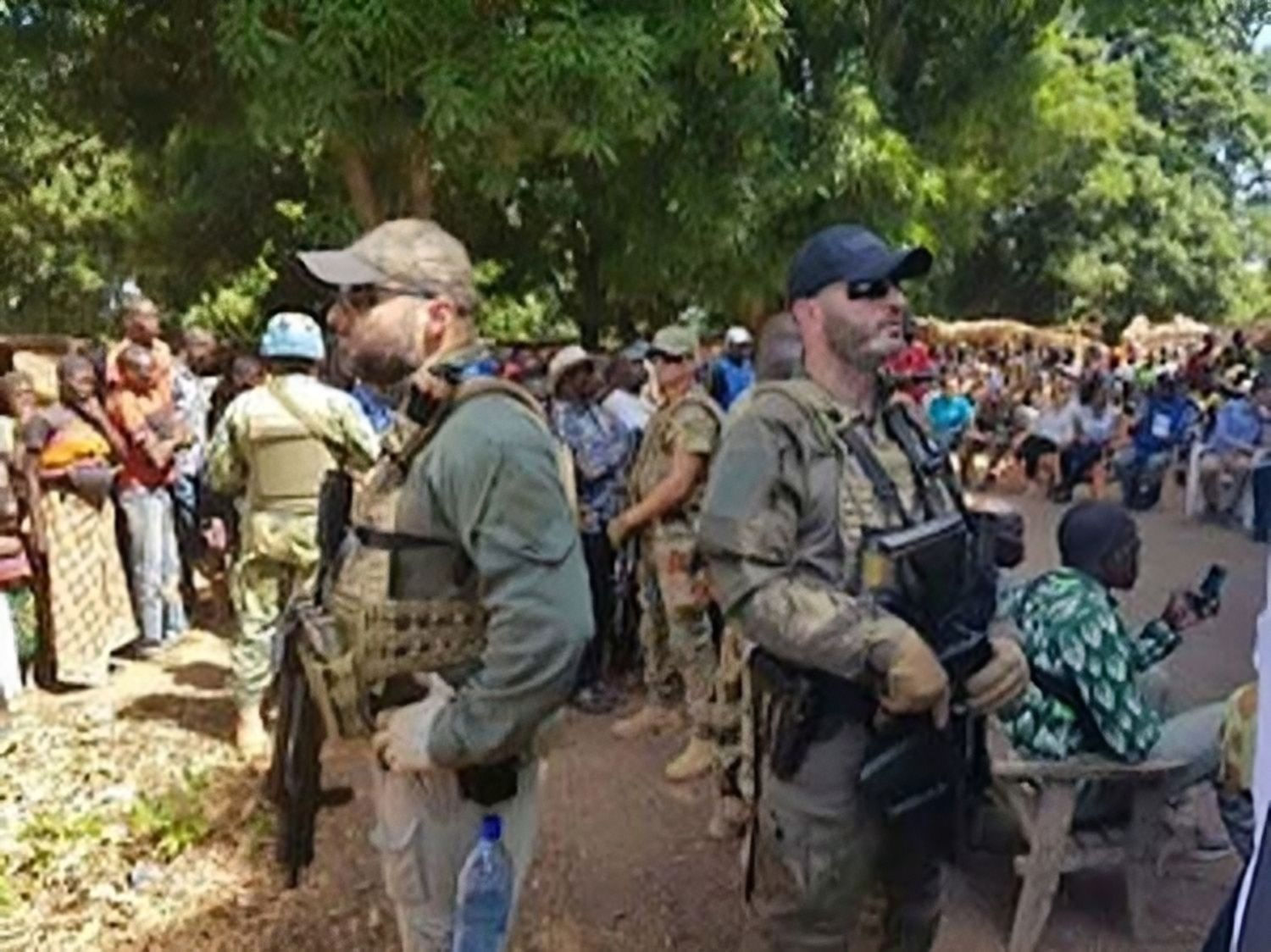
Russische Söldner in Ouham-Pendé

Die Angehörigen der Gruppe Wagner sind meist frühere Angehörige der Streitkräfte Russlands. Die Auswertung bekannt gewordener Todesfälle ergab, dass ehemalige Soldaten vom Dienstgrad eines Gefreiten bis hin zum Oberstleutnant (Podpolkownik) für die Gruppe Wagner kämpfen. Laut RBK werden sie auf dem Truppenübungsplatz beim Dorf Molkino im Süden Russlands auf ihre Einsätze vorbereitet. Ein ehemaliger Kämpfer berichtete, das Einsatztraining dauere ein bis zwei Monate und werde professionell durchgeführt. Weiter sagte er dem britischen Sender Sky News, die Organisation würde alle Personalunterlagen ihrer Mitglieder einbehalten. Er habe Schwierigkeiten gehabt, diese zurückzufordern, da es die Gruppe Wagner in Russland offiziell nicht gibt.
Die Besoldung eines Angehörigen der Gruppe Wagner liegt laut The Moscow Times zwischen 80.000 Rubel pro Monat (1.380 US-Dollar) für den Dienst in einer Basis in Russland und 250.000 Rubel (4.300 US-Dollar) für den aktiven Kampfeinsatz in Syrien. Zur Anwerbung nicht-russischer Staatsangehöriger im Zuge des Russisch-Ukrainischen Krieges soll der Sold 2022 verdoppelt worden sein. Angehörige erhalten beim Tod eines Kämpfers eine Wiedergutmachung.
Nach dem russischen Überfall auf die Ukraine 2022 senkte die Gruppe Wagner ihre Rekrutierungsanforderungen gemäß Recherchen der BBC radikal; zuvor entlassene Angehörige seien kontaktiert worden; abgelehnte Bewerber von schwarzen Listen und auch Schulden oder das Fehlen eines Passes seien nun kein Hinderungsgrund mehr. Auch Ausländer, mit Ausnahme von Georgiern, würden akzeptiert. Ein Veteran berichtete der BBC, Veteranen unter sich sprächen von „Gesindel“, das seien keine Söldner, sondern ein Strafbataillon. Spätere Berichte führten aus, dass das Verteidigungsministerium die Rekrutierung an sich gezogen habe – es habe gewissermaßen die Marke übernommen, aber nicht deren Regeln. Unter Zuhilfenahme des russischen Inlandsgeheimdienstes FSB und von russischen Gefängnisbehörden rekrutierte die Gruppe Wagner ab Ende Juni 2022 verurteilte Straftäter (laut Menschenrechtsorganisationen innerhalb von weniger als drei Monaten zwischen 1000 und 3000 Sträflinge aus mindestens 17 Strafkolonien) mit dem Versprechen einer Amnestie, einem monatlichen Sold von 100.000 Rubel (entsprach im Oktober 2022 etwa 1600 Euro) sowie einer ebenso hohen Einmalprämie – vorausgesetzt, die Häftlinge verpflichten sich für einen sechsmonatigen Einsatz in der Ukraine. Im Falle eines Todes an der Front würden Angehörige laut dem Versprechen der Gruppe Wagner eine Entschädigung von fünf Millionen Rubel erhalten. Aus Strafkolonien würden laut einer russischen Menschenrechtsorganisation (Gulagu.net) jedoch nicht nur Kämpfer rekrutiert, sondern auch Bauarbeiter (für Befestigungsanlagen an der Front oder den Wiederaufbau von zerstörten Städten) und Sprengstoffspezialisten. Im September 2022 kamen in den sozialen Medien Videos im Umlauf, bei denen Prigoschin persönlich in einem Straflager eine Rekrutierungsveranstaltung leitete.
Im Zusammenhang mit der Invasion der Ukraine begann die Gruppe Wagner ab Oktober 2022, gefangene Rebellen in der Zentralafrikanischen Republik zu rekrutieren. Die Kämpfer, die unter anderem wegen Mord und Vergewaltigung in Untersuchungshaft saßen, wurden von Angehörigen der Gruppe Wagner befreit und rekrutiert. Die befreiten Rebellen waren in Polizeistationen und Militärkasernen untergebracht, um auf ihren Prozess zu warten. Staatsbedienstete sagten gegenüber der US-amerikanischen Nachrichtenwebsite The Daily Beast aus, die zentralafrikanische Regierung lasse die Söldner gewähren. Den lokalen Beamten wurde mitgeteilt, die Inhaftierten sollten in Übersee für den Militärdienstleister arbeiten. Wagner versuchte auch in einem Militärgefängnis in Bangui zu rekrutieren. Allerdings wurde das Vorhaben von ägyptischen Soldaten der UN-Friedensmission MINUSCA vereitelt. Der Tagesspiegel meldete, dass auch Amerikaner, Briten, Franzosen, Syrer und Deutsche unter den gefangen genommenen Wagner-Söldnern seien. Laut Middle East Eye versuchte die Organisation, Verluste auch mit der Anwerbung von Söldnern aus der Türkei, Serbien, Tschechien, Polen, Ungarn, Deutschland, Kanada, Moldau und Lateinamerika auszugleichen. Eine serbische Brigade, die Davor Savičić („Elvis“) untersteht, einem Vertrauten Utkins, wurde 2014 gegründet. Ukrainische Sicherheitskräfte gingen von rund 300 vom Balkan stammenden Söldnern in den Reihen der Separatisten aus. The Moscow Times berichtete im März 2023, dass die Wagnergruppe damit werbe, auch Menschen mit psychischen Vorerkrankungen einzustellen.

### Rechtlicher Rahmen und anfängliche Geheimhaltung

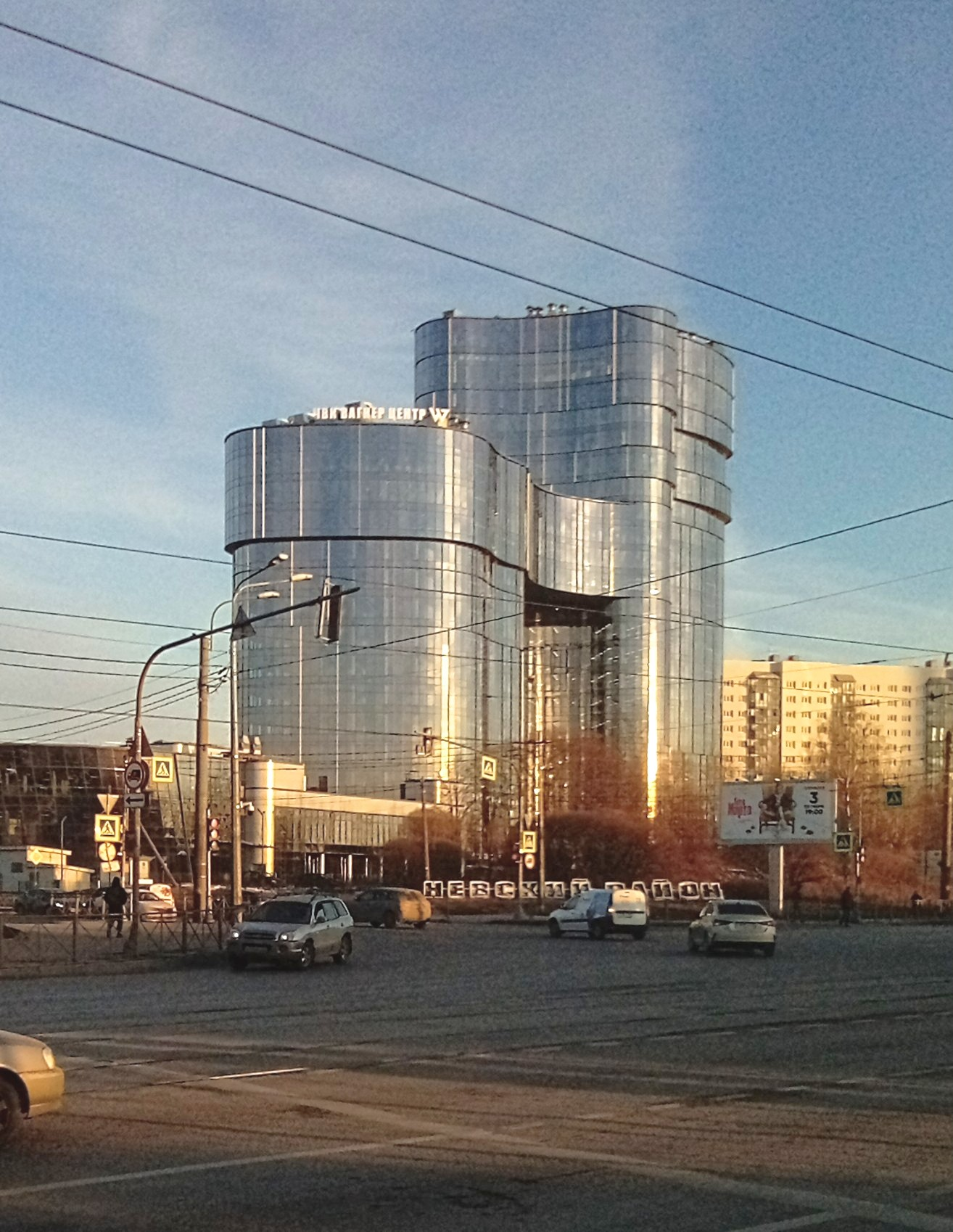
Ein offizielles Hauptquartier der Gruppe Wagner in Sankt Petersburg

Die Gruppe Wagner war zumindest 2016 als Unternehmen in Argentinien registriert.
Private Militärunternehmen waren in Russland per Gesetz bis 2017 grundsätzlich verboten. Die Teilnahme an bewaffneten Konflikten auf dem Gebiet eines anderen Staates wurde mit bis zu sieben Jahren Haft geahndet (Paragraf 359). Auf das Bewerben, Trainieren und Finanzieren einer solchen Gruppe stand bis zu 15 Jahre Gefängnis. Nach dem Russland- und Militärexperten Mark Galeotti gilt diese Rechtslage 2023 nach wie vor, weshalb die Gruppe Wagner in Argentinien registriert sei. Dieses Agieren in einer juristischen Grauzone könne jederzeit ein Verbot der Gruppe Wagner und eine Verurteilung Prigoschins ermöglichen, sollte die Führung um Putin dies wollen.
Kurz vor dem Jahreswechsel 2016/2017 unterschrieb Wladimir Putin eine Gesetzesänderung und am 9. Januar 2017 trat das Gesetz Nummer 53 über die Militärdienstpflicht in Russland in Kraft. Seit diesem Zeitpunkt gilt jeder Russe, der den Militärgrundwehrdienst absolviert hat oder Reservist ist, als russischer Militärangehöriger, wenn er „internationale terroristische Aktivitäten außerhalb des Territoriums der Russischen Föderation verhindert“. Da fast jeder männliche Russe nach der Schule den Grundwehrdienst abgeleistet hat, betrifft das Gesetz fast alle. Mit dem Gesetz wird es möglich, russische Söldner weltweit einzusetzen, und es schafft laut Die Zeit die Voraussetzung, das russische Militär mit privaten Militärunternehmen legal auszubauen.
Überraschend äußerte sich im Januar 2018 Außenminister Sergei Lawrow zur Übernahme militärischer Aufgaben im Ausland durch private Sicherheitsunternehmen und zum Fehlen eines rechtlichen Rahmens dazu. Grigori Jawlinski berichtete im November 2018, dass Veteranen, die vom russischen Staat „angeheuert, ausgebildet, bewaffnet und heimlich in den Krieg geschickt“ wurden, eine rechtliche Anerkennung anstreben würden, um beim Staat dessen finanzielle und soziale Verantwortung einzufordern.

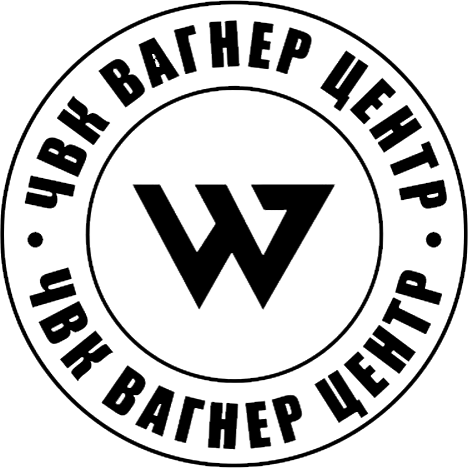
Logo des „PMC Wagner Center“

Im Herbst 2022 bekannte sich Prigoschin öffentlich zur Gründung und zu seiner persönlichen Rolle in der Gruppe Wagner. Noch im Mai 2022 hatte er gegenüber der New York Times die Existenz der Gruppe Wagner rundweg abgestritten und gleichzeitig erklärt: „Wo immer es russische Söldner gibt, reale oder eingebildete, verletzen sie niemals die Menschenrechte“.
Anfang November 2022 eröffnete die Gruppe ein offizielles Hauptquartier und Technologiezentrum „PMC Wagner Center“ in der russischen Metropole St. Petersburg.

#### Umgang mit Journalisten
Ein Publizist, der die Legalisierung der Söldnerunternehmen in Russland befürwortete, wurde Anfang November 2018 verhaftet und wegen Veröffentlichung von Staatsgeheimnissen angeklagt. Wiederholt kam es zu Todesfällen bei russischen Journalisten, die zur Gruppe Wagner recherchierten (siehe die Abschnitte Syrien bzw. Zentralafrikanische Republik). Im März 2023 wurde der Wall-Street-Journal-Reporter Evan Gershkovich während seiner Recherchen zur Gruppe Wagner in Jekaterinburg verhaftet und der Spionage beschuldigt. Andere westliche Reporter berichteten wiederholt von Beschattung und Einschüchterung während der Recherche zu Wagner-Kämpfern.

### Finanzierung und staatlicher Einfluss
Der Auftritt als privates Sicherheits- und Militärunternehmen wurde auch zuvor schon in Frage gestellt, da es zahlreiche Indizien für einen starken staatlichen Einfluss gab. So folgte Utkin bei seinen Operationen in der Ukraine in den Jahren 2014 und 2015 nachweislich direkten Anweisungen des Militärgeheimdienstes GRU. Zudem befand sich der Hauptsitz der Gruppe Wagner lange Zeit auf einem von der GRU bewachten Gelände in Molkino bei Krasnodar. Die Pässe von Wagner-Kämpfern stammten – wie die der Skripal-Attentäter – von einer mit dem russischen Verteidigungsministerium in Verbindung stehenden Passstelle in Moskau und waren durchlaufend nummeriert. Darüber hinaus wurden schon vor dem Jahr 2022 mehrfach Fälle dokumentiert, in denen die Gruppe Wagner die Infrastruktur (Transport, Militärkrankenhäuser) des russischen Verteidigungsministeriums nutzte. Als 2020 mehrere Dutzend russische Bürger in Belarus festgenommen wurden, denen die Mitgliedschaft in der Gruppe Wagner unterstellt wurde, berief Putin eine Sondersitzung des nationalen Sicherheitsrates ein, was die Bedeutung dieser Gruppe zusätzlich unterstrich. Das Center for Strategic and International Studies empfahl daher kurz darauf, dem russischen Narrativ einer „privaten Sicherheitsfirma“ nicht länger zu folgen, sondern die Gruppe Wagner als „Stellvertreterorganisation“ des russischen Staates zu betrachten.
Mit dem Beginn des Angriffskrieges gegen die Ukraine im Februar 2022 wurde der Einfluss des russischen Staates auf die Gruppe Wagner sehr viel stärker sichtbar, da sie nun Teile der Front – etwa in Bachmut – übernahm und so die russische Armee entlastete. Zudem wurde ihr gestattet, Gefangene zu rekrutieren. Nach dem gescheiterten Aufstand im Juni 2023 äußerte der russische Präsident Wladimir Putin erstmals öffentlich, dass die Gruppe Wagner aus dem Staatshaushalt finanziert wird. Laut seiner Darstellung erhielt sie zirka 930 Millionen Euro (86,26 Milliarden Rubel) allein für den Zeitraum von Mai 2022 bis Mai 2023.
Diese Gelder, die zum Teil durch das Verteidigungsministerium weitergegeben wurden, waren für Gehälter und Bonuszahlungen gedacht. Zugleich kündigte Putin an, dass eine Überprüfung der Verwendung der Gelder erfolgen werde.

### Personelle Stärke
Über die genaue Stärke der Gruppe Wagner ist wenig bekannt; laut RBK sollte sie bis zu 2.500 Mann in Syrien im Einsatz haben. Der Investigativjournalist von Fontanka verfolgte über 2.000 Personen zurück und erwähnte im Sommer 2017 eine Zahl von 5.000 Personen, die Verträge mit der Gruppe Wagner unterzeichnet hätten, die Anzahl dürfte aber mit der Teilnahme am Krieg in der Ukraine beträchtlich gestiegen sein. Der russische Ökonom Wladislaw Inosemzew nannte Ende November 2022 eine Gesamtstärke von ungefähr 37.000 Mann, darunter mehr als 11.500 aus Gefängnissen rekrutierte Strafgefangene.
Bis Juni 2023 stieg die Zahl der ehemaligen Häftlinge, deren Halbjahresverträge ausliefen, auf 32.000 Personen an, wodurch deutlich wurde, dass sehr viel mehr russische Häftlinge rekrutiert worden waren als bisher bekannt. Zudem räumte Prigoschin den Tod von 20.000 Wagner-Kämpfern in der Schlacht um Bachmut ein, worunter sich 10.000 ehemalige Häftlinge befanden. Ob diese in den 32.000 enthalten waren, blieb unklar. Die Regierung der Vereinigten Staaten ging von 50.000 Kämpfern aus, über die Prigoschin verfügen konnte. Ähnlich äußerte sich auch Prigoschin selbst im Juni 2023, indem er über den Aufstandsversuch in Russland sagte: „Wir sind 25.000 und da sind noch mal 25.000“. Etwas niedriger setzte der Verteidigungsexperte Wolfgang Richter mit seiner Schätzung von 30.000 bis 40.000 Mann an.

### Symbolik und Meme; Anlehnung an Werte der Unterwelt
Seit ein Video der Ermordung eines Syrers mittels eines Vorschlaghammers durch Angehörige der Gruppe Wagner breit in den russischen sozialen Medien zirkulierte, hat sich der Vorschlaghammer zu einem Symbol für die Gewaltbereitschaft der Gruppe Wagner entwickelt; so soll auch ein vermeintlicher Deserteur im Herbst 2022 mit einem Vorschlaghammer ermordet worden sein. Als sich das Europäische Parlament im Herbst 2022 anschickte, Russland für seine Unterstützung des Terrorismus zu verurteilen, gab Prigoschin vor, dem Europäischen Parlament einen blutigen Vorschlaghammer mit dem Logo der Gruppe Wagner in einem Geigenkasten überreicht zu haben. Dabei spielt der Geigenkasten auch auf die Bezeichnung der Angehörigen der Gruppe Wagner in der russischen Populärkultur als „Musiker“ und Mitglieder eines „Orchesters“ an (in Berufung auf den Namensgeber Wagner).
Entsprechend fanden in den sozialen Medien viele Inszenierungen von Kämpfern der Gruppe Wagner mit Musikinstrumenten und Schlaghämmern Verbreitung.
Die Rekrutierung und der Einsatz von Strafgefangenen erfolgt gemäß den ungeschriebenen, aber eisern befolgten Gesetzen des russischen Gefängnissystems, wo strikt zwischen verschiedenen Kasten von Gefangenen unterschieden wird und das Prigoschin als ehemaliger Strafgefangener sehr gut kannte. Homosexuelle und andere Angehörige der niedrigsten Kaste werden auch an der Front weitaus schlechter behandelt als höherrangige Strafgefangene. Wagner lehnt sich insofern an informelle Werte der Unterwelt an.

## Einsätze und Menschenrechtsverletzungen

### Eurasien

#### Syrien
Zur Sicherung von Anlagen zur Erdölgewinnung und -verarbeitung der Regierung von Baschar al-Assad in Syrien wurden für das Jahr 2013 vermutlich 267 Männer in Sankt Petersburg rekrutiert. Als Arbeitgeber trat ein in Hongkong registriertes Unternehmen namens Slawisches Korps auf. Der Einsatz in Syrien endete nach den vorliegenden Berichten desaströs, da die schlecht ausgerüsteten Söldner von Kämpfern des IS bei Homs umzingelt wurden. Die Männer waren in As-Suchna, östlich von Palmyra, eingesetzt. Der Ort liegt an der Straße von Deir ez-Zor nach Homs. Die Einheit verlor die Kontrolle über die Erdöl-Anlagen und konnte nur knapp entkommen. Wadim Gussew und Pawel Sidorow wurden 2014 wegen des Aufbaus einer 250-köpfigen Söldnertruppe als erste russische Söldner überhaupt von einem russischen Gericht verurteilt.
Laut dem Verteidigungsministerium der Russischen Föderation tauchten erste Kämpfer der Gruppe Wagner in Syrien kurz vor dem offiziellen Ausbau der russischen Basen im Oktober 2015 auf. Zunächst seien dort 1.000 bis 1.600 Angestellte der Gruppe Wagner gleichzeitig anwesend gewesen. Gleichzeitig begannen Bemühungen, die Gruppe zu legalisieren. Die Kämpfer nehmen an Operationen im Syrischen Bürgerkrieg teil, Angehörige der Einheit sollen aber auch Kampftruppen von Präsident Assad trainieren. In Syrien ist auch die Ausstattung der Gruppe mit schwerem Gerät belegt: Die Gruppe Wagner operierte mit russischen T-90-Panzern und Panzerhaubitzen.
Die US-Regierung bezifferte ihre Zahl im Dezember 2022 mit 50.000, achtzig Prozent davon seien Strafgefangene.
Von den beiden russischen Unternehmen Evro Polis und Stroitransgas ist bekannt, dass sie Verträge mit der syrischen Regierung abgeschlossen haben und Söldner einsetzen. Evro Polis profitiert von den Öl- und Gasquellen, die aus den Händen des IS erobert wurden und lässt sie laut New York Times durch Söldner bewachen. Das Phosphatbergwerk von Stroitransgas war zeitweise unter der Kontrolle von Aufständischen und wurde von Söldnern befreit.
Angehörige der Gruppe Wagner spielten bei der Rückeroberung der Stadt Palmyra aus der Hand des IS eine wichtige Rolle. Ein ehemaliger Kämpfer der Gruppe Wagner erzählte dem britischen Sender Sky News, er und seine russischen Mit-Kombattanten hätten an vorderster Front gekämpft, es habe viele Verluste gegeben und die syrische Armee sei erst in zweiter Reihe nachgerückt.
Am 7. Februar 2018 wurde bei Deir ez-Zor nahe Khusham (35°18′03″N 40°17′31″E) ein Kampfverband durch die amerikanische Luftwaffe zerschlagen, der gegen kurdische Truppen vorgerückt war, darunter, wie sich später herausstellte, war auch der Kampfverband Russitsch, ehemals Kampfverband „Viking“, der Gruppe Wagner. Das russische Außenministerium bestätigte Tage später den Tod von fünf russischen Bürgern sowie die Behandlung von mehreren Dutzend Verletzten, die in russischen Spitälern behandelt würden. Die Nachrichtenagentur Reuters berichtete jedoch von 300 Toten und Verwundeten der Einheit. Drei Transportflugzeuge hätten im fraglichen Zeitraum Verwundete aus Syrien nach Russland gebracht und 80 Männer seien nach einer Quelle aus der Gruppe Wagner getötet worden. Den US-Medien wurden kommentarlos geheimdienstliche Telefonmitschnitte aus dem Vorfeld des Vorfalls zur Verfügung gestellt: Prigoschin hätte demnach die Aktion mit Personen auf Ministerebene in Russland sowie solchen in der russischen Präsidialverwaltung vorbereitet.
Rechercheure des Spiegel reduzierten die Anzahl auf etwa zwanzig getötete Russen, die dazu eher zufällig in Angriffen auf syrische Soldaten umgekommen seien. Im April 2018 starb der russische Investigativjournalist Maxim Borodin bei einem laut Ermittlern „unglücklichen Vorfall“: Der Journalist, der Recherchen über Aktivitäten der Gruppe Wagner in Syrien anstellte, war in Jekaterinburg von seinem Balkon im fünften Stock gefallen.
Im November 2019 identifizierten Journalisten der Nowaja gaseta auf einem Video im Internet einen russischen Staatsbürger als Kämpfer der Gruppe Wagner, in dem dieser gemeinsam mit Kameraden 2017 in einer Tankstelle bei Homs einen Syrer zu Tode folterte. Der Syrer war vermutlich zuvor desertiert und wurde von den offenbar betrunkenen Angehörigen der Gruppe Wagner mit einem Vorschlaghammer geschlagen und anschließend mit einem Feldspaten geköpft. Der Leiche wurden die Arme abgetrennt und der Körper wurde mit einem Brandbeschleuniger übergossen und angezündet. 2021 erstatteten Hinterbliebene des Opfers Anzeige in Russland wegen Mordes und Folter gegen mehrere Personen der Gruppe Wagner; ihre Vorwürfe stützen sich auf Videoaufnahmen. Rund um den Einsatz russischer Söldner in Syrien gibt es zahlreiche Berichte über Folter und Morde an Zivilisten. Zumeist werden sie Mitgliedern der Gruppe Wagner zugeschrieben.

#### Ukraine

##### Ab 2014
Ihren ersten Einsatz hatte die Gruppe Wagner bei der Annexion der Krim 2014. Am 1. Mai 2014 hatte Prigoschin ein Abkommen mit Utkin unterzeichnet und Uktins Sicherheitschef Jewgeni Guljajew begann mit der Rekrutierung von Söldnern für eine Privatarmee zur „Verteidigung des Donbass“. Die ersten Wagner-Einheiten tauchten im Mai in Donezk und Luhansk auf, ungefähr zur selben Zeit, zu der mit dem russischen Militärgeheimdienst GRU in Verbindung stehende Einheiten eingesetzt wurden. Das von der GRU befehligte Wostok-Bataillon traf am 29. Mai in Donezk ein und übernahm dort das Hauptquartier der Separatisten als symbolische Demonstration der Autorität Moskaus. Zunächst waren etwa 300 Söldner für Logistik, Sicherung und Aufklärung eingesetzt. Daneben führte Wagner Sabotageakte durch und leistete Personenschutz für die bedeutendsten Kommandanten der Separatisten.
Am 14. Juni 2014 wurde eine ukrainische Iljuschin Il-76 auf dem Landeanflug auf den Flughafen von Luhansk mit mobilen Boden-Luft-Raketen abgeschossen. Beim Absturz kamen 40 ukrainische Fallschirmjäger und neun Besatzungsmitglieder ums Leben. Nach Erkenntnissen des ukrainischen Inlandsgeheimdienstes (SBU) war die Gruppe Wagner am Abschuss des Flugzeugs beteiligt und der Befehl kam direkt von Generalmajor Jewgeni Nikiforow. Jewgeni Prigoschin erklärte 2022 rückblickend zur Beteiligung der Gruppe Wagner im Donbass: „Nur dank ihrer Tapferkeit und ihres Mutes war die Befreiung des Flughafens Luhansk und vieler anderer Gebiete möglich, und das Schicksal der Volksrepubliken Lugansk und Donezk änderte sich dramatisch.“
Im September 2014 überfiel die Gruppe Russitsch, angeführt von Alexei Miltschakow, einen Konvoi des ukrainischen Freiwilligenverbandes Bataillon Ajdar. Hier soll die Gruppe auch für Disziplinierungsmaßnahmen der Volksmiliz eingesetzt worden sein und hätte damit eine Art militärpolizeiliche Aufgabe übernommen. Die Neue Zürcher Zeitung wies auf Angaben des ukrainischen Inlandsgeheimdienstes Sluschba bespeky Ukrajiny (SBU) hin, der bis zu 2.000 Personen ermittelt haben will, die unter dem Dach der Gruppe Wagner gekämpft hätten.

##### Invasion 2022
Im Februar 2022 teilte das US-Verteidigungsministerium mit, man habe einige Indizien dafür, dass die Gruppe Wagner in der Ukraine eingesetzt werde. Vermutet werden unter anderem Attentat-Versuche auf den ukrainischen Präsidenten Wolodymyr Selenskyj. Laut anderen Berichten soll die Gruppe Wagner erst Ende März 2022 zum Einsatz gekommen sein. Dafür seien auch Kämpfer der Gruppe Wagner aus Afrika abgezogen worden. Laut einem Bericht des Bundesnachrichtendienstes kämpfen zahlreiche Rechtsextremisten und Neonazis für Russland gegen die Ukraine. Eine dieser Gruppierungen ist die Gruppe Russitsch, die laut Bericht seit spätestens April 2022 an den russischen Kampfhandlungen auf ukrainischem Territorium teilnimmt.
Augenzeugen des Massakers von Butscha berichteten, dass zu Beginn der Besatzung Butschas „junge Soldaten“ vor Ort gewesen und durch tschetschenisch geführte Truppen abgelöst worden seien, welche die systematischen Angriffe auf Zivilisten eingeleitet hätten. Gemäß Funksprüchen aus dem nördlichen Großraum Kiew, die vom deutschen Bundesnachrichtendienst abgehört wurden, könnte die Gruppe Wagner an den Ermordungen beteiligt gewesen sein, und die Hinrichtungen, Vergewaltigungen und Folterungen der Zivilisten durch russische Soldaten seien demgemäß von der russischen Militärführung bewusst angeordnet worden, um die örtliche Bevölkerung in Angst zu versetzen und ihren Durchhaltewillen zu brechen.
Mit Fortschreiten der Kampfhandlungen wurde der Einsatz der Gruppe Wagner ein offenes Geheimnis und wurde dann auch von russischen Medien bestätigt. Ab Spätsommer 2022 rekrutierte Prigoschin persönlich im Namen der Gruppe Wagner in russischen Straflagern Gefangene für einen Kriegseinsatz in der Ukraine.
Dabei versprach er denjenigen, die sich für den Einsatz entscheiden, eine Begnadigung, sofern sie sechs Monate an der Front überleben. Er stellte auch klar, dass die Entscheidung der Gefangenen innerhalb von fünf Minuten erfolgen müsse und, wenn sie dann an der Front stünden, sie sich nicht mehr umentscheiden könnten. Wer an der Front nämlich nicht kämpfen wolle, würde als Fahnenflüchtiger eingestuft und erschossen. Damit die Verurteilten als Mitglieder von Wagner in der Ukraine kämpfen können, werden sie zuvor von Präsident Putin begnadigt. Der ukrainische Militärgeheimdienst schätzte die Zahl der in der Ukraine eingesetzten Wagnertruppen im Oktober 2022 auf 8000, einschließlich der freiwilligen Strafgefangenen, ein. Die US-Regierung bezifferte ihre Zahl Ende 2022 mit 50.000, vier Fünftel davon seien Strafgefangene. Wie weit Prigoschin die Söldnertruppe inklusive Ausbildung, Logistik und Bewaffnung finanziert und wie viel der Kosten das russische Verteidigungsministerium übernimmt, ist unklar. Im Frühjahr 2023 zeichnete sich jedoch ab, dass eine große Abhängigkeit der Gruppe Wagner vom Nachschub militärischer Ausrüstung aus den Beständen der regulären russischen Armee existiert, da Wagner über keine eigenständigen Produktionskapazitäten für Kriegsgerät verfügt. Nach US-Schätzungen kostet der Einsatz der Gruppe Wagner in der Ukraine jeden Monat umgerechnet 100 Millionen US-Dollar. Im Januar 2023 hatten die ersten Strafgefangenen von Wagner ihren sechsmonatigen Mindestaufenthalt in der Ukraine hinter sich und wurden begnadigt entlassen.
Nachdem ein ehemaliger Kämpfer der Gruppe Wagner, wegen angeblichen Verrates in der Ukraine, von Angehörigen der Gruppe Wagner mit einem Vorschlaghammer hingerichtet worden war, kommentierte Prigoschin dies im November 2022 mit den Worten: „Ein Hund empfängt den Tod eines Hundes […] Nuzhin war ein Verräter.“ Ein ehemaliger Wagner-Söldner, der nach Norwegen flüchtete, nachdem sein Kampfeinsatz ohne sein Zutun verlängert worden war, bestätigte, dass sich Morde innerhalb der Söldnerorganisation zugetragen haben bzw. er diese selbst miterlebt habe. Auch seien mitunter ukrainische Gefangene hingerichtet worden.
Am 10. Januar 2023 reklamierte die Gruppe Wagner die Eroberung der ukrainischen Stadt Soledar für sich, wenngleich auch noch am 14. Januar von ukrainischer Seite keine Bestätigung der Einnahme erfolgt war. Vorausgegangene Einschätzungen der US-amerikanischen Geheimdienste gegenüber der Nachrichtenagentur Reuters stellten einen Zusammenhang zwischen der in konventioneller Kriegsführung erfolgten Eroberung Soledars und dem Interesse von Prigoschin am Salzbergwerk Artjomsol her. Das Salzbergwerk deckte vor Kriegsbeginn 90 % des Salzbedarfs der Ukraine. Augenzeugen beschrieben in Soledar sehr hohe Verlustzahlen auf beiden Seiten. Prigoschin posierte im Bergwerk umringt von Kämpfern der Gruppe Wagner medienwirksam für die russische Öffentlichkeit und beanspruchte die Eroberung, die am 16. Januar auch von ukrainischer Seite bestätigt wurde, als maßgebliche Leistung seiner Privatarmee und weniger als einen Erfolg der regulären Truppen der russischen Armee.
Am 21. Februar 2023 veröffentlichte Wagner-Chef Jewgeni Prigoschin mehrere Audiobotschaften, in denen er dem russischen Verteidigungsminister Sergei Schoigu und dem Generalstabschef Waleri Gerassimow unterstellte, den russischen Streitkräften Befehle zu erteilen, die Organisation Wagner nicht mit Munition zu beliefern und ihr keine Luftunterstützung zu geben. Prigoschin beklagte unter anderem, dass ein „direkter Widerstand“ gegen die Gruppe Wagner mit der Absicht stattfinde, die Organisation zu zerstören, was einem „(Hoch)Verrat“ gleichkomme, während Wagner „für Bachmut kämpft und täglich Hunderte Kämpfer verliert“ (siehe Schlacht um Bachmut). Prigoschin fragte in den Audioaufnahmen unter anderem, warum die Organisation keine Munition erhielt, und warf ranghohen Beamten vor, Russland und die in der Ukraine kämpfenden Russen als ihr Eigentum zu betrachten und entschieden zu haben, diese „Menschen sollten sterben, wenn es für sie günstig ist“ und wenn die notwendigen Vorräte fehlen. Er selbst könne keine individuellen Anfragen und Beschwerden mehr schreiben, weil sie niemand lese. Er sei „nicht in der Lage, dieses Problem zu lösen, trotz all meiner Verbindungen und Kontakte“. Er habe keine Optionen und gehe nun bis zum Äußersten. Das russische Verteidigungsministerium bestritt noch am selben Tag in einer Gegendarstellung, Lieferungen von Munition an Freiwillige an der Front zu begrenzen, und erklärte, „Versuche zur Spaltung der verschiedenen russischen Kampf-Gruppen“ seien „kontraproduktiv und nur im Interesse des Feindes“. Im Streit zwischen Prigoschin und Schoigu hatte Staatspräsident Putin laut geleakten US-Geheimdokumenten am 22. Februar 2023 in einem gemeinsamen Treffen versucht zu schlichten. Im März 2023 beschwerte sich Prigoschin, dass seinem Vertreter der Zugang zum russischen Einsatzhauptquartier in der Ukraine verwehrt worden sei.
In der Endphase der Schlacht um Bachmut überwarf sich Prigoschin endgültig mit dem Verteidigungsministerium der Russischen Föderation und warf ihm erneut fehlende Waffenlieferungen vor. Er gab dem russischen Verteidigungsminister Sergei Kuschugetowitsch Schoigu und dem Oberbefehlshaber Waleri Wassiljewitsch Gerassimow eine direkte Mitschuld am Tod tausender Wagner-Söldner und stellte zudem Anfang Mai 2023 den ehemaligen stellvertretenden Verteidigungsminister Michail Jewgenjewitsch Misinzew als deputy commander in Dienst, der kurz zuvor vom russischen Präsidenten Wladimir Putin entlassen worden war. Nach der Verkündigung der Eroberung Bachmuts ordnete Prigoschin für seine Söldner eine Kampfpause an und überließ die eroberten Stellungen der russischen Armee. Im Rahmen des angekündigten Abzugs kam es am 17. Mai 2023 zu einem Zwischenfall: Die Wagner-Söldner stellten fest, dass ihre Abzugsroute an rund einem Dutzend Stellen durch das russische Militär vermint worden waren. Sie räumten daher die Minen und wurden dabei beschossen, so dass sie das Feuer erwiderten. Um eine weitere Eskalation zu verhindern, nahmen die Söldner schließlich einen russischen Oberstleutnant gefangen. Dieser behauptete in einem von Wagner veröffentlichten Video, der Beschuss sei nur aufgrund persönlicher Abneigung gegen die Gruppe Wagner erfolgt. Die Verminung soll laut Prigoschin hingegen von hohen Stellen im Verteidigungsministerium angeordnet worden sein.
Kurz darauf ordnete Schoigu am 10. Juni 2023 die Unterzeichnung von Militärverträgen durch alle „Freiwilligeneinheiten“ an, die in der Ukraine kämpfen. Vorgeblich sei dies nötig, um soziale Garantien zu ermöglichen. Ohne Unterzeichnung sei zudem eine weitere Teilnahme an den Kampfhandlungen in der Ukraine nicht mehr möglich, äußerte Schoigu. Dieser Aufforderung folgte die Wagner-Gruppe zunächst nicht, da Schoigu laut Prigoschin außer Stande sei, eine effiziente Militärstruktur zu organisieren, und man sich ihm daher nicht unterstellen wolle. Auch nachdem der russische Präsident Wladimir Putin diese Forderung unterstützte, verweigerte Prigoschin die Unterschrift. Am 17. Juni 2023 reichte er schließlich einen eigenen Vertrag beim Verteidigungsministerium ein und verlangte eine Stellungnahme Schoigus.
Im September 2024 erklärte die Gruppe Wagner, die zu dem Zeitpunkt bereits dem Verteidigungsministerium unterstellt war, in der Ukraine nicht mehr präsent zu sein.

#### Russland und Belarus
Im Juli 2020, einige Zeit vor der belarussischen Präsidentschaftswahl, verhafteten belarussische Behörden 32 Mitglieder der Gruppe Wagner. Belarus meldete, es sollten 200 Kämpfer im Staat ankommen. Angeblich sollten diese die Wahlen destabilisieren. Im August 2020 wurden die Söldner freigelassen und nach Russland überstellt.

##### Aufstand der Gruppe Wagner in Russland
Am 23. Juni 2023 warf Prigoschin dem russischen Verteidigungsministerium und dem russischen Militär vor, Stellungen der Wagner-Gruppe in der Ukraine angegriffen zu haben, was die russische Regierung zurückwies. Prigoschin forderte seine Kämpfer auf, sich gegen die russische Militärführung aufzulehnen. Am 24. Juni besetzten Wagner-Söldner wichtige militärische Objekte in Rostow am Don und marschierten in Richtung Moskau. Diese Aktion wiederum führte dazu, dass Einheiten des FSB in Bereitschaft gesetzt wurden und Ermittlungen von der russischen Generalstaatsanwaltschaft gegen Prigoschin wegen Aufruhr und bewaffneten Aufstandes eingeleitet wurden. Zudem wurden mehrere Audiobotschaften von Prigoschin veröffentlicht, in denen er den offiziellen Kriegsgrund gegen die Ukraine als vorgeschoben darstellte. Am Abend des 24. Juni befahl Prigoschin seinen Truppen, ihren Vormarsch auf Moskau zu stoppen, und begann mit seinen Einheiten aus Rostow am Don abzuziehen. Angeblich hatte er unter Vermittlung von Lukaschenko einem Deal zugestimmt, der ihm und seiner Truppe Straffreiheit zusicherte.

##### Personalabwerbung durch den russischen Staat, Ausbildungseinsatz in Belarus und Eingliederung in Nationalgarde
Nach dem Aufstand stellte die russische Regierung die Mitglieder der Gruppe Wagner vor die Wahl, nach Belarus zu ziehen oder sich vertraglich dem russischen Verteidigungsministerium zu unterstellen. Nach Einschätzung der US-amerikanischen Denkfabrik Carnegie Russia Eurasia Center gingen viele Wagner-Söldner auf das Angebot des Verteidigungsministeriums ein. Jedoch gingen etwa 5000 Wagner-Mitglieder im Sommer 2023 nach Belarus, um als Ausbilder für Soldaten der belarussischen Streitkräfte tätig zu sein. Aufgrund niedrigen Solds in Belarus beendeten etwa 2000 der 5000 Söldner bis August 2023 ihr Engagement in Belarus.
Im Februar 2024 berichtete der britische Militärnachrichtendienst, dass drei Kampfeinheiten der Gruppe Wagner in die russische Nationalgarde eingegliedert wurden. Der Nachrichtendienst behauptete außerdem, dass noch etwa 1000 Wagner-Söldner als Ausbilder in Belarus seien.

##### Konkurrenz mit russischem Geheimdienst GRU
Wenige Tage vor dem Absturz einer Embraer Legacy 600 der Gruppe Wagner und dem mutmaßlichen Tod von Prigoschin meldete sich dieser mit einem Video, in dem er behauptet, im Rahmen eines Wagner-Einsatzes in Afrika zu sein. Dort machte er nach Angaben westlicher Geheimdienste in Libyen, der Elfenbeinküste und Mali halt, um laufende Wagner-Einsätze zu managen und im Falle der Elfenbeinküste vorzubereiten. Nach Angaben des Investigativjournalisten Christo Grosew war Prigoschin auch in Afrika gewesen, um zu verhindern, dass der russische Militärgeheimdienst GRU den Aufgabenbereich der Gruppe Wagner in Afrika übernimmt.
Nach Angaben eines Insiders der Gruppe Wagner wurde das Vermögen der Gruppe Wagner nach dem Tod Prigoschins in Russland veräußert.

#### Armenien
Im Konflikt um Bergkarabach 2020 sollen rund 500 Kräfte der Gruppe Wagner Anfang November 2020 auf der Seite Armeniens gegen Aserbaidschan gekämpft haben. Von diesen 500 Söldnern sollen 300 auch an der Schlacht um Schuscha, kommandiert von Hauptmann Viktor Zlobov, teilgenommen haben. Der Einsatz wird von der Wagner-Gruppe bestritten.

### Südamerika

#### Venezuela
Nach Medienberichten soll eine Einheit der Gruppe Wagner 2019 nach Caracas geflogen sein, um die Macht von Staatspräsident Nicolás Maduro im Konflikt mit dem Parlamentspräsidenten Juan Guaidó zu sichern. Das russische Außenministerium stützt die Regierung und verurteilte jegliche Einmischung der Vereinigten Staaten. Größe der Einheit, Einsatzzeitraum und andere Eckdaten sind jedoch unklar. Laut Guardian und Reuters waren Kräfte der Gruppe Wagner schon vor der Präsidentschaftswahl in Venezuela 2018 eingetroffen.
Im Sommer 2024 wurden Mitglieder der Gruppe Wagner nach Venezuela entsandt, um dem dortigen Machthaber Nicolás Maduro bei der Präsidentschaftswahl, die als Scheinwahl bezeichnet wird, den Machterhalt abzusichern.

### Afrika

#### Libyen
Schon 2015 soll Chalifa Haftar Russland darum gebeten haben, Waffen und Personal zu senden sowie für ein halbes Jahr jegliche Resolutionen des Sicherheitsrats zu blockieren, da er überzeugt war, das Land in einer solchen Zeit blutig erobern zu können, was in Russland zunächst nicht als glaubwürdig eingestuft wurde. Schon ab Frühjahr 2018 gab es Informationen, dass die Gruppe Wagner auch in Libyen eingesetzt werden könnte. Im November 2018 machte die Nowaja gaseta publik, dass Prigoschin bei einer Zusammenkunft des russischen Verteidigungsministers Schoigu mit dem von Russland unterstützten Machthaber im östlichen Libyen, Chalifa Haftar, zugegen war. Nachdem die Nowaja gaseta dies offengelegt hatte, gab die Staatliche RIA eine Erklärung heraus, welche die Anwesenheit Prigoschins, „Putins Koch“, mit einem kulinarischen Programm zu rechtfertigen suchte – was wiederum die Nowaja gaseta mit der Feststellung der Kürze des Treffens als höchst unglaubwürdig bezeichnete. Als Chalifa Haftar sich Ende März 2019 anschickte, seine Truppen gegen die Hauptstadt Tripolis in Marsch zu setzen, um sich als Militärmachthaber an die Spitze des Landes zu putschen, gingen Beobachter davon aus, dass er rund 300 Angehörige der Gruppe Wagner neben seinen Milizen einsetzte. Im November 2019 berichtete die New York Times, dass sich die Präsenz der Russen auch in den Feldspitälern hatte feststellen lassen; anstelle von großen Wunden hatten Verletzte und Tote vermehrt kleine Eintrittslöcher und keine Austrittswunden aufgewiesen, was ein Markenzeichen der russischen Scharfschützen sei. Die russische Recherche-Seite Meduza hatte schon im Oktober von mindestens zehn getöteten Russen berichtet und auf aufgefundene persönliche Gegenstände von Russen hingewiesen sowie auf Aussagen zu über 30 Getöteten.
Die libysche Regierung dokumentierte nach einer Stellungnahme von Anfang Dezember 2019 zwischen 600 und 800 Angehörige der Gruppe Wagner, die sich bisher auf Seite des abtrünnigen Generals Chalifa Haftar im Bürgerkrieg betätigt hatten.
Ein vertraulicher Bericht der Vereinten Nationen sprach von 122 Angehörigen der Gruppe Wagner, die sich in Libyen befinden. 39 dieser Personen sollen Scharfschützen sein. Auch wurden in den Jahren 2018 und 2019 Flüge direkt von oder im Auftrag der Gruppe Wagner durchgeführt, die als Ziel den Osten Libyens hatten. Damit umgingen sie ein Waffenembargo der UN. Im Januar 2020 war von mehr als 500 Wagner-Kämpfern die Rede, im Frühling 2020 wurde die Anzahl mit 800 bis 1200 angegeben.
Ebenfalls in Zusammenhang mit der Gruppe Wagner gebracht wurde der Aufbau eines etwa 70 Kilometer langen Systems an Schützengräben und Befestigungsanlagen von Sirte bis zur Luftwaffenbasis Al-Dschufra. Bis Ende 2020 wuchs die Truppenstärke auf ca. 2000 Mann; sie haben ihre Basen in Sirte und al-Dschufra, wo sie große militärische Anlagen bauen.
Im Februar 2020 gelangten investigative Reporter der britischen BBC in den Besitz eines Tabletcomputers, den ein Angehöriger der Gruppe Wagner wohl beim Abzug der Gruppe im Frühjahr 2020 in Libyen zurückgelassen hatte. Die Auswertung des Inhalts erlaubte Einblicke in die Operationen der Gruppe in Libyen. Demnach waren bis zu 1000 Kämpfer der Gruppe im Zeitraum zwischen September 2019 und Juli 2020 in Libyen aktiv. Die Gruppe beging dort zahlreiche Menschenrechtsverbrechen wie die Tötung von Gefangenen und unbewaffneten Zivilisten sowie die Platzierung von Landminen in Wohngebieten. Die BBC gelangte außerdem in den Besitz einer „Einkaufsliste“ der Gruppe Wagner, in der modernste Waffen (automatische Gewehre, Radarsysteme, Artillerie etc.) geordert wurden. Diese ließ auf enge Verbindungen zur russischen Armee schließen.

#### Mali
Die Regierung von Mali verhandelte im September 2021 mit der Gruppe Wagner über den Einsatz von 1000 Kämpfern, öffentlich gemacht hatte dies die Agentur Thomson Reuters. Man wolle Beziehungen aufbauen, um die Sicherheit des Landes zu gewährleisten, und noch sei nichts mit der Gruppe Wagner unterzeichnet, erklärte daraufhin ein Sprecher des Verteidigungsministeriums. In der Vergangenheit hatte Mali schon einmal mit sowjetischen bzw. russischen Kräften kooperiert. Nach dem Abzug der bisherigen Kolonialmacht Frankreich bat Modibo Keïta, der erste Präsident des neu entstandenen Landes, 1961 die Sowjetunion um Hilfe beim Aufbau der einer eigenen Armee. Diese militärische Zusammenarbeit dauerte bis in die 1990er Jahre.
Frankreich und Deutschland drohten im Herbst 2021 mit dem Abzug ihrer Truppen aus dem Antiterroreinsatz, sollte die Gruppe Wagner in Mali zum Einsatz kommen. Im Januar 2022 wurden genau diese dort gesichtet. Nach Angaben der französischen Streitkräfte soll ein Großteil des 450 Personen starken russischen Kontingents vor Ort aus Kräften der Gruppe Wagner bestehen. Die Rede war später von bis zu 1000 Russen und seit deren Ankunft sei die Gewalt angestiegen; bei einer Aktion inklusive einer „Säuberung“ am 1. April sollen laut Zeugenaussagen gegenüber unter anderem Human Rights Watch keineswegs Jihadisten getötet worden sein, sondern bis zu 300 Zivilisten.
Bis August 2022 zog Frankreich seine Truppen ab; ein Feldlager wurde umgehend von der Gruppe Wagner übernommen. Grund für den Abzug waren die brutalen Operationen der Gruppe Wagner mit der malischen Armee ohne Unterscheidung zwischen Militanten und Zivilisten. Dies sei so, seit das malische Militär gemeinsame Operationen mit der Gruppe Wagner durchführe, so ein Ermittler von Amnesty International. Durch eine gezielte russische Desinformationskampagne war eine feindselige Stimmung gegen Frankreich geschürt worden. Da eine solche Kampagne befürchtet worden war, überwachten die Franzosen ihren ehemaligen Stützpunkt in Gossi mit Drohnen und konnten nach zwei Tagen eine Inszenierung eines „Leichenfundes“ dokumentieren, laut französischen Angaben gebe es „keine Zweifel“ an der Beteiligung von Mitgliedern der Gruppe Wagner an der Inszenierung. Zeitgleich veröffentlichten pro-russische Internetprofile, die wahrscheinlich der Gruppe Wagner zuzuordnen sind, Aufnahmen von Leichen und behaupteten, dass dies Resultate der Präsenz des französischen Militärs seien.
Mitte 2022 sollten sich zwischen 800 und 1000 Mann der Einheit im Land befinden. Sie sollten unter anderem die Aufgaben wie Sicherung der Infrastruktur gegen Rebellen, Rückgewinnung verlorener Strukturen, u. a. nördlicher Rohstoffminen, Personenschutz, (Des-)Informationskampagnen und politische Beratung wahrnehmen.
Das Projekt All Eyes On Wagner konstatierte im November 2022, nach einem Jahr der Anwesenheit der Gruppe Wagner, dass dieses der Regierung im Kampf gegen die Rebellen nicht nur keine Hilfe gewesen sei, sondern die Lage zusätzlich verschärft worden sei. Die gesammelten Informationen aus offenen Quellen, Medienberichten, Augenzeugenberichten und Menschenrechtsberichten über die Verbrechen russischer Söldner umfassten Massaker, Vergewaltigungen, Raubüberfälle und Angriffe auf Zivilisten.
In der zweitägigen Schlacht um das Dorf Tinzaouatène an der Grenze zu Algerien am 26. und 27. Juli 2024 erlitten die durch die Gruppe Wagner unterstützten Regierungstruppen eine Niederlage. Ein Konvoi von etwa zwei Dutzend Fahrzeugen geriet in einen Hinterhalt. Dabei wurden mindestens 46 Wagner-Söldner und 24 malische Soldaten getötet, zwei russische Söldner und neun malische Soldaten wurden gefangen genommen. Nikita Fedjanin, Betreiber eines Telegram-Kanals mit rund 500.000 Abonnenten und damit einer der einflussreichsten Propagandisten von Wagner, wurde ebenfalls getötet.
Die Gruppe Wagner war bis Juni 2025 mit bis zu 2000 Mann in Mali aktiv und wurde dafür monatlich mit etwa zehn Millionen Dollar (8,8 Millionen Euro) honoriert. In diesem Monat wurde der offizielle Rückzug der Gruppe aus Mali und die Integration von Wagner-Söldnern in das russische Afrikakorps bekannt. Zugleich veröffentlichte das Journalistennetzwerk Forbidden Stories Recherchen, nach denen die Gruppe an sechs Orten Lager betrieb, in denen hunderte Zivilisten festgehalten und gefoltert wurden. Es kam auch zu wiederholten Tötungen. Russland will, wie zunehmend auch die Türkei, weniger offensive Kämpfe führen, sondern sich auf Wirtschaft, Ausbildung von Truppen und Waffenlieferungen konzentrieren.

#### Mosambik
Ende August 2019 wurden 160 bis 200 Kräfte der Gruppe Wagner in den Norden Mosambiks entsandt. In der Provinz Cabo Delgado gibt es einen muslimischen Aufstand, die Ahlu Sunna Wal Jamaa führt dort seit 2017 einen Guerilla-Krieg. Im September landete ein Antonow An-124-Transporter am Flughafen Nacala und entlud mindestens einen Mi-17-Helikopter. Drei Mi-17 sollen dort im Einsatz gewesen sein. Im Oktober und November 2019 wurden die Kräfte der Gruppe Wagner in mehrere Gefechte verwickelt, zwölf Männer fielen und wurden teilweise geköpft, eine größere Anzahl wurde verletzt. Im Dezember 2019 wurde die Einheit der Gruppe Wagner, die für diese Art von Kriegsführung nicht richtig ausgestattet war, aus den umkämpften Gebieten abgezogen.
Im Verlauf des Oktober 2019 wurden sieben Angehörige der Gruppe Wagner bei Kämpfen gegen Islamisten getötet und zahlreiche verwundet. Spätestens ab Februar 2023 waren keine Wagner-Söldner mehr in Mosambik.

#### Sudan
Gemäß einem Bericht der BBC ist die Gruppe Wagner auch im Sudan im Einsatz. Sie sollte die Regierung des damaligen sudanesischen Präsidenten Umar al-Baschir im Konflikt gegen den Südsudan unterstützen. Dabei sollten die Kräfte der Gruppe Wagner die Bedingungen für gute Geschäfte russischer Unternehmen gewährleisten und besonders Gold-, Uran- und Diamantminen schützen. Wladimir Putin pflegte ein gutes Verhältnis zu al-Bashir und bot sich als Schutzmacht gegen die USA an. Die Zahl der Kämpfer der Wagner-Truppe dort wurde Anfang 2021 auf etwa 300 geschätzt.

#### Zentralafrikanische Republik

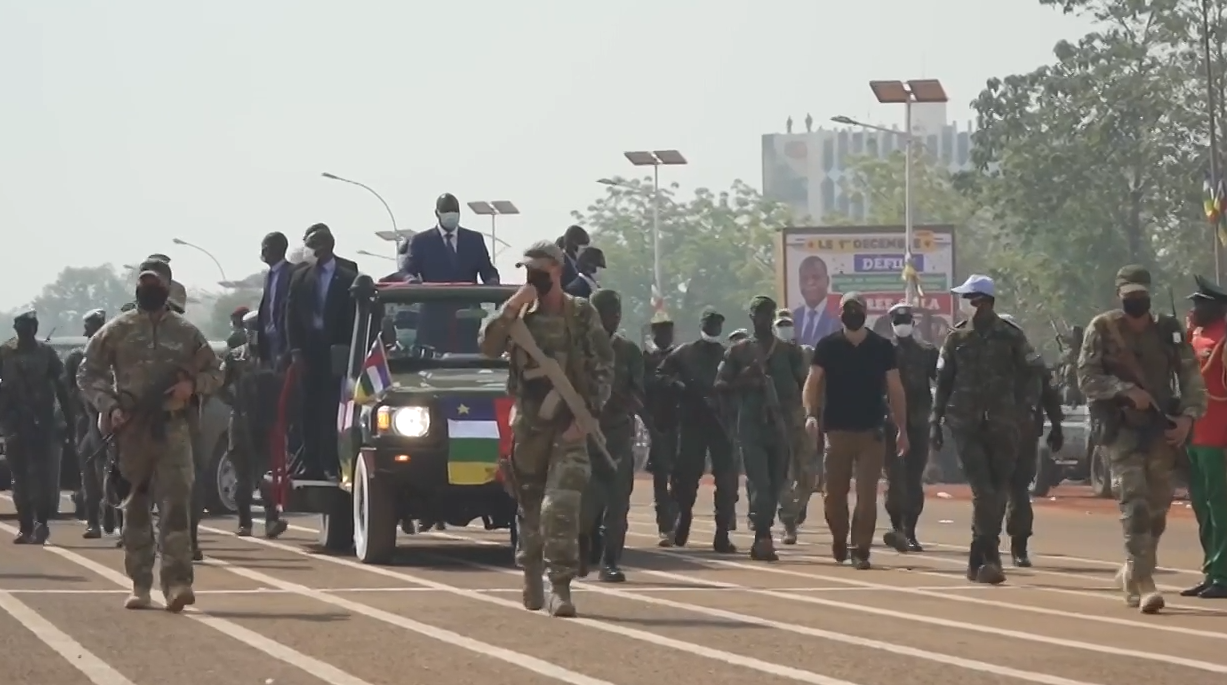
Mitglieder der Gruppe Wagner eingesetzt zum Schutz des Präsidenten der Zentralafrikanischen Republik

Anfang 2018 wurde der Einsatz von mindestens rund 170 Angehörigen der Gruppe Wagner in der Zentralafrikanischen Republik (ZAR) bekannt. Dokumentiert sind Lieferungen von Waffen, Munition, Militär-Lkw vom Typ Ural-4320 und logistischem Equipment in den Staat. Dort bildet die Gruppe Wagner unter anderem Truppen der Regierung aus. Präsident Faustin-Archange Touadéra hatte die Söldner offiziell als Militärberater ins Land geholt, um Milizen auszubilden und als seine persönliche Leibwache zu fungieren. So sollen sie ihn und sein Regime vor den Rebellen schützen. Außerdem unterstützt Wagner dort in Form von Propaganda- und Desinformationskampagnen. Der Wagner-Ableger in der ZAR nennt sich laut Le Monde offenbar Sewa Security Services.
Anfang 2021 werden an die 450 Angehörige der Gruppe Wagner gezählt; deren Basis befindet sich im Berego Palace. Im Januar 2021 konnte Wagner die Hauptstadt Bangui gegen Rebellen verteidigen.
Ende Mai 2021 lieferten sich Einheiten der Gruppe Wagner mit den Streitkräften des Tschad an der Grenze zum Tschad Scharmützel und töteten 6 Soldaten. Die Gruppe Wagner soll in der Zentralafrikanischen Republik an der Förderung von sogenannten Blutdiamanten sowie an der Abholzung des tropischen Regenwaldes beteiligt sein. Bei einem Überfall im Februar 2023 von Rebellen auf einen Konvoi wurden 17 Wagner-Söldner und 2 Rebellen getötet, andere Quellen sprechen von 7 getöteten Wagners.
Die Gruppe Wagner beging in der ZAR zahlreiche Verbrechen; sie überfielen Dörfer, raubten, brandschatzten und mordeten. Mehr als 750 Zivilisten in der ZAR sollen den Söldner bis ins Jahr 2023 zum Opfer gefallen sein. Laut der Nichtregierungsorganisation ACLED war die Gruppe Wagner in der ZAR von 2018 bis 2023 in etwa 500 gewalttätige Vorfälle involviert. Im Fokus der Kämpfe steht oft die Sicherung des Abbaus wertvoller Rohstoffe.
Die Filmemacher Orhan Dschemal, Kirill Radchenko und Alexander Rastorgujew wurden im Juli 2018 während der Dreharbeiten zu einem Film über die Gruppe Wagner in der Zentralafrikanischen Republik von Unbekannten getötet. Mehrere Varianten der angeblichen Umstände widersprachen sich, insbesondere der überlebende Fahrer der Journalisten erzählte unglaubhafte Details. Ein Zeuge verstarb unter ungeklärten Umständen, während Pjotr Wersilow (Ex-Ehemann von Nadeschda Tolokonnikowa), der eigene Recherchen im Fall angestellt hatte, einen Tag nach Erhalt von Informationen im September 2018 in Moskau mit Medikamenten vergiftet wurde.

#### Weitere afrikanische Staaten
In Äquatorialguinea, Simbabwe und der Demokratischen Republik Kongo ist die Gruppe Wagner Stand 2023 durch politische Einflussnahme (wie die Verbreitung von Propaganda und Desinformation und die Beeinflussung von Wahlen) aktiv. Außer in Sudan und der Zentralafrikanischen Republik übt die Gruppe Wagner Stand 2023 auch in Kamerun und Madagaskar wirtschaftliche und politische Einflussnahme aus.
Es gibt Hinweise, dass sich Abteilungen der Gruppe Wagner in Guinea, Guinea-Bissau, Angola befinden, wo sie unter anderem russische Unternehmen beschützen, die dort verschiedene Tätigkeiten von Bergbau bis Bau betreiben. Sie treten dort auch als Regierungsberater auf. Zudem soll es vertragliche Zusicherungen für den Bau von Militärbasen in sechs afrikanischen Ländern geben, nämlich in der Zentralafrikanischen Republik, Ägypten, Eritrea, Madagaskar, Mosambik und im Sudan. Die Moskauer Zeitung Kommersant berichtete im April 2018, Prigoschin finanziere russische Politikberater für afrikanische Staaten, in denen Wahlen bevorstünden.
Im April 2024 trafen etwa 100 Soldaten der Gruppe Wagner im Niger ein. Dort hatte sich im Juli 2023 die Präsidentengarde an die Macht geputscht. Der Militärcoup soll bereits schon durch von Russland verbreitete Desinformations-Kampagnen beeinflusst worden sein.

## Gegenmaßnahmen

### Sanktionen
Die Gruppe Wagner steht seit 2017 auf der Sanktionsliste der USA gegen russische Unternehmen und Personen. Im Dezember 2021 setzte auch die EU die Gruppe Wagner wegen „schwerer Menschenrechtsverstöße“ auf die Sanktionsliste der Verordnung über restriktive Maßnahmen gegen schwere Menschenrechtsverletzungen und -verstöße. Somit wurden in der EU vorhandene Vermögenswerte eingefroren, ein Einreiseverbot gegen betroffene Personen verhängt und ein Geschäftsverbot in der EU erlassen.

### Einstufung als rechtswidrige Gruppierung
Auch außerhalb der Ukraine ist die Gruppe Wagner in einigen Ländern verboten.

#### Als kriminelle Vereinigung
Im Januar 2023 stufte das Finanzministerium der Vereinigten Staaten die Gruppe Wagner als transnationale kriminelle Organisation ein. Diese Bestimmung ermöglicht nach Darstellung der USA eine weitergehende internationale Sanktionierung der Gruppe. Diese folgte seitens der USA noch im selben Monat.

#### Als terroristische Organisation
Seit dem 14. März 2023 stuft Litauen die Gruppe Wagner als terroristische Vereinigung ein. Das litauische Parlament rief andere Länder auf, diesem Beispiel zu folgen. Schon zuvor hatte Litauen den russischen Überfall auf die Ukraine als Völkermord bezeichnet und Russland der staatlichen Unterstützung und Verübung von Terrorismus bezichtigt. Neben dem litauischen Parlamentssprecher bezeichnen auch die estnische und lettische Parlamentssprecher gemeinsam in einer Erklärung die Gruppe Wagner als terroristische Organisation, aufgrund ihrer Gräueltaten während des russisch-ukrainischen Krieges.
In einer parlamentarischen Versammlung der Organisation für Sicherheit und Zusammenarbeit in Europa verabschiedete sie im Juli 2023 eine Resolution, indem die Gruppe Wagner als terroristische Organisation eingestuft wurde. Später im September 2023 beschloss das Parlament des Vereinigten Königreichs, die Gruppe Wagner auch als terroristische Organisation zu klassifizieren und somit wird jedwede Zugehörigkeit oder Unterstützung der Gruppe Wagner im Vereinigten Königreich als Straftat gewertet.

### Ukrainische Hackingkampagne
Im September 2022 wurden die Website und der Telegram-Kanal der Gruppe Wagner gehackt – auf der Homepage erschienen u. a. Bilder getöteter Wagner-Kämpfer sowie Embleme ukrainischer Einheiten im Telegram-Kanal.

### Ermittlungen und Zivilklage im Jahr 2022
Im November 2022 reichten ukrainische Opfer von Russlands illegaler Invasion vor dem Obersten Gerichtshof des Vereinigten Königreichs eine Zivilklage gegen die Gruppe Wagner und ihren Gründer Prigoschin ein. Gleichzeitig wurde bekanntgegeben, dass das Klageschreiben Prigoschin zugestellt worden sei. Zu den Organisationen, die die Klage als Ermittler unterstützen, gehören das investigative Recherchenetzwerk Bellingcat und ein unabhängiges Kollektiv von Forschern, Ermittlern und Bürgern, die sich auf Faktenüberprüfung und Open-Source-Untersuchungen spezialisiert haben.

## Rundfunkberichte und Reportagen
- Nick Sturdee, Nader Ibrahim, Andrei Erastov: Russlands Schattenarmee – Kampfeinsatz in Libyen, ZDF 2021, 44 Minuten.[215]
- ZDFinfo Dokus & Reportagen: „Gruppe Wagner“ – Russlands Schattenarmee im libyschen Kampfeinsatz auf YouTube, 6. März 2022 (Laufzeit: 44:08 min).
- ZDFheute Nachrichten: Die Verbrechen der russischen Söldner „Gruppe Wagner“ | Frontal auf YouTube, 4. Mai 2022 (Laufzeit: 8:30 min).[216]
- Alexandra Jousset, Ksenia Bolchakova: Putins Schattenarmee – Die Gruppe Wagner (ZDFinfo Doku) in der ZDF-Mediathek (58 Min.), abrufbar bis 27. Oktober 2025
- Carol Valade, Clément Di Roma: Zentral-Afrika: Die Söldner aus Russland (ARTE Reportage) in der Arte-Mediathek (25 Min.), abrufbar bis 29. Mai 2028
- frontal: Die Söldner der Gruppe Wagner: „Unser Ziel ist die westliche Welt“ auf YouTube, 28. Juni 2022 (Laufzeit: 10:08 min).
- Shafagh Laghai, Nikolaus Steiner: Gefährlicher Bundeswehreinsatz: Putins Söldner in Mali. Beitrag in Monitor vom 25. August 2022
- Spiegel TV: Privatarmee „Wagner“: Ein Ex-Söldner packt aus auf YouTube, 22. November 2022 (Laufzeit: 14:22 min).
- Alexandra Jousset, Ksenia Bolchakova: Die Prigoschin-Akten – Wie denkt und wie funktioniert die russische Söldnergruppe Wagner? (2022) in der Arte-Mediathek (26 Min.), abrufbar bis 29. August 2026
- ZDFinfo Dokus & Reportagen: Putschversuch gegen Putin: Wer ist Jewgeni Prigoschin? (ab 0:07:57) auf YouTube, 22. Februar 2023 (Laufzeit: 15:54 min).
- Benoît Bringer: Die Wagner-Gruppe – Russlands geheime Söldner (zwei Teile). Arte 2023, 61 Min. / 58 Min.[217]
- The Wall Street Journal: Shadow Men: Inside Prigozhin’s Wagner, Russia’s Secret War Company auf YouTube, 9. Juni 2023 (englisch; Laufzeit: 40:21 min).
- Philomène Bon, Frédéric Toussaint: Wagner und Co: das paramilitärische Russland (10 Minuten). arte, 2023
- Angela Claren-Moringen: Russlands Schattenkrieger – Gefahr für Putin?. Beitrag in phoenix plus, 2023
- frontal: Gruppe Wagner: Was du über Jewgeni Prigoschin wissen solltest | Spurensuche auf YouTube, 26. Juli 2023 (Laufzeit: 10:09 min).
- Florian Huber, Johannes Müller: Igor: Ein russischer Söldner packt aus in der ZDF-Mediathek (36 Min.), abrufbar bis 21. Februar 2029 (2024)
- Federico Lodoli, Carlo Gabriele Tribbioli: Putins Afrika-Deals – Söldner gegen Rohstoffe in der ZDF-Mediathek (43 Min.), abrufbar bis 30. Juni 2027 (zdfinfo – 2024)